# Kanton Linth
Der Kanton Linth war ein Kanton der Helvetischen Republik. Er wurde 1798 gebildet und bestand bis 1803. Benannt wurde der Kanton, nach dem Beispiel der französischen Departemente, nach einem geographischen Merkmal, nämlich dem Fluss Linth. Kantonshauptort war Glarus.

## Geschichte
Nach dem Zusammenbruch der alten Eidgenossenschaft 1798 erklärten sich verschiedene ehemalige gemeine Herrschaften und zugewandte Orte in der Ostschweiz zu eigenständigen Kantonen. Mit der Schaffung der Helvetischen Republik wurden diese Gebilde wieder aufgelöst und in den Kantonen Linth und Säntis zusammengefasst.
Der Kanton Linth wurde am 4. Mai 1798 durch eine Verfügung von Jean-Jacques Rapinat, Regierungskommissär bei der französischen Helvetien-Armee, gegründet. Trotz des Widerstands des Senats der Helvetischen Republik gegen diese Gebietsänderung vollzog der französische General Schauenburg die Verfügung, so dass am 27. Mai das Wahlkorps des Kantons Linth zusammentrat, um die Deputierten für das Parlament der Helvetischen Republik zu bestimmen.
Der neue Kanton bestand aus dem ehemaligen eidgenössischen Ort Glarus mit seinem Untertanengebiet Werdenberg und den ehemaligen Untertanengebieten des Ortes Schwyz (Höfe, March) und des Ortes Zürich (Sax). Dazu kamen die ehemaligen Gemeinen Herrschaften Uznach, Gaster, Sargans und die Stadt Rapperswil sowie das Obertoggenburg, das zuvor zur Fürstabtei St. Gallen gehört hatte. Das Obertoggenburg wurde durch die Verfassung von Malmaison 1801 zum Kanton Säntis zugeteilt, was auch durch die 2. Helvetische Verfassung von 1802 bestätigt wurde.
Der Hauptort war zuerst Glarus, dann, nach der Wiederherstellung des Kantons Glarus, die Stadt Rapperswil.
Der Kanton Linth wurde durch die Mediationsakte Napoleons von 1803, mit der die Schweiz eine neue Verfassung erhielt, wieder aufgelöst. Sein Gebiet wurde auf die neuen Kantone Schwyz (Höfe, March), Glarus und den Kanton St. Gallen (Rapperswil, Uznach, Gaster, Sargans, Werdenberg, Sax, Obertoggenburg) aufgeteilt.

## Administrative Gliederung
Der Kanton Linth umfasste ungefähr 78‘500 Einwohner und war in sieben Distrikte eingeteilt: (siehe Karte)
- Werdenberg; Hauptort Werdenberg, 30 Wahlmänner, ca. 10 500 Einwohner
- Neu St. Johann; Hauptort Neu St. Johann, 30 Wahlmänner, ca. 11 600 Einwohner
- Mels; Hauptort Mels, 25 Wahlmänner, ca. 9800 Einwohner
- Schwanden; Hauptort Schwanden, 29 Wahlmänner, ca. 10 100 Einwohner
- Glarus; Hauptort Glarus, 38 Wahlmänner, 12 700 Einwohner
- Schänis; Hauptort Schänis, 29 Wahlmänner, 11 900 Einwohner
- Rapperswil; Hauptort Rapperswil, 29 Wahlmänner, 11 800 Einwohner